# کوالیوتزو
کوالیوتزو (به ایتالیایی: Quagliuzzo) یک کومونه در ایتالیا است که در استان تورین واقع شده‌است. کوالیوتزو ۱٫۹ کیلومتر مربع مساحت و ۳۳۹ نفر جمعیت دارد و ۳۳۴ متر بالاتر از سطح دریا واقع شده‌است.